# Konrad Gąsiorowski
Konrad Zbigniew Gąsiorowski (ur. 30 stycznia 1914 w Płońsku, zm. 21 listopada 1982 w Płocku) – polski ksiądz katolicki, tłumacz Pisma Świętego.

## Życiorys
W 1931 zdał egzamin dojrzałości jako ekstern w Gimnazjum im. Stanisława Małachowskiego w Płocku, następnie wstąpił do tamtejszego seminarium duchownego. Po pierwszym roku nauki wyjechał na studia na Papieskim Uniwersytecie Gregoriańskim, gdzie obronił prace licencjackie z filozofii (1935) i teologii (1939). Święcenia kapłańskie przyjął 8 kwietnia 1939 w Rzymie. W związku z wybuchem II wojny światowej pozostał w Polsce, pracował jako wikariusz w Staroźrebach (do 1940), Ciechanowie (1940–1943) i jako administrator w Nasielsku (1943–1945). W 1945 został profesorem i (przez kilka miesięcy) prorektorem płockiego seminarium duchownego, a także ojcem duchownym w niższym i wyższym seminarium oraz dodatkowo prefektem Państwowego Gimnazjum Żeńskiego im. hetmanowej Reginy Żółkiewskiej w Płocku. W 1950 rozpoczął studia doktorskie na Katolickim Uniwersytecie Lubelskim, zakończone w 1952 obroną pracy doktorskiej Ks. Jakub Wujek jako tłumacz Psałterza Dawidowego, napisanej pod kierunkiem o. Stanisława Stysia. Od 1952 do 1982 był wykładowcą Pisma Świętego, teologii moralnej i liturgiki w płockim seminarium, w latach 1957–1962 jego wicerektorem. W 1966 zdał w Lublinie egzamin licencjata nauk biblijnych.
Był autorem kilkudziesięciu haseł w Podręcznej Encyklopedii Biblijnej (wyd. 1960–1961), dla Biblii Tysiąclecia przetłumaczył 2 Księgę Kronik.